# Bandera de Chile

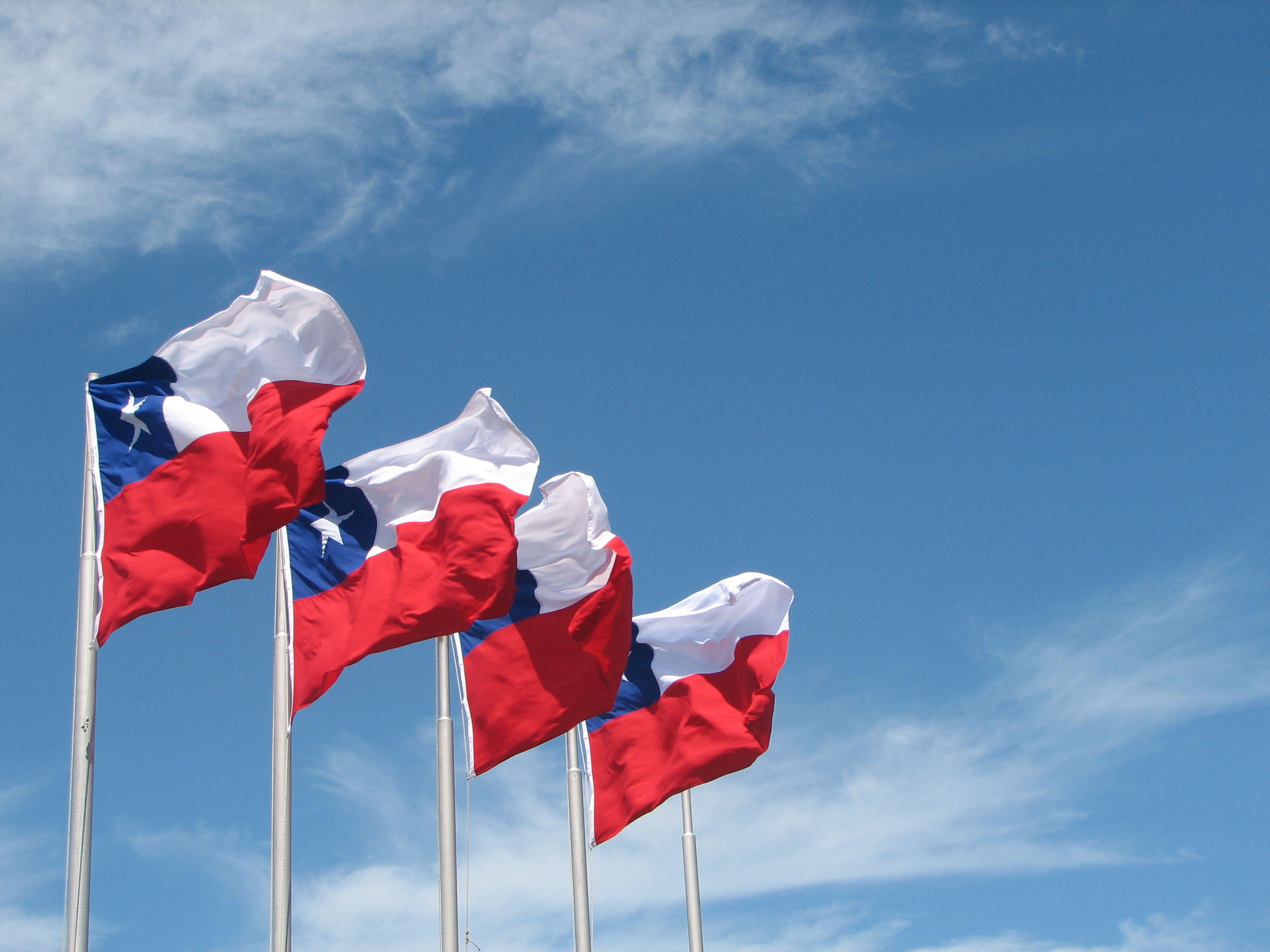
Banderas chilenas flameando

La bandera de la República de Chile, conocida como la Estrella Solitaria, es la bandera nacional que representa oficialmente a dicho país. Fue adoptada el 18 de octubre de 1817, durante el gobierno del director supremo Bernardo O'Higgins, y está dividida en dos franjas horizontales: la superior es un tercio azul turquí y dos tercios blanca mientras que la inferior es roja; en el cantón azul se ubica una blanca estrella de cinco puntas.
Las explicaciones más comunes de sus tres colores atribuirían al azul la representación del cielo, al blanco las cumbres nevadas de la cordillera de los Andes, y al rojo la sangre vertida por los héroes nacionales en la Guerra por la independencia, mientras que la estrella simbolizaría a Chile y su unicidad referiría al Estado unitario. Considerando los versos del Canto XXI del poema épico La Araucana (1569), de Alonso de Ercilla, estos tres colores se remontarían a las bandas tricolores utilizadas por los toquis mapuches durante la Guerra de Arauco contra la Conquista española, mientras que el pentagrama representaría la «estrella de Arauco» —el lucero del alba o el planeta Venus— según O'Higgins.
El decreto 1534 de 1967 del Ministerio del Interior determina que es obligatorio izarla en todo edificio público o privado de Chile durante el 21 de mayo (Día de las Glorias Navales) y el 18 y el 19 de septiembre (Fiestas Patrias y Día de las Glorias del Ejército de Chile, respectivamente). El decreto 890 de 1975 del Ministerio del Interior (Ley de Seguridad del Estado) dispone en su artículo 6.º que «cometen delito contra el orden público [...] b) Los que ultrajaren públicamente la bandera, el escudo o el nombre de la patria». La Constitución Política de la República de Chile de 1980 señala en su artículo 2.º que «son emblemas nacionales la bandera nacional, el escudo de armas de la República y el himno nacional», mientras que en su artículo 22.º establece que «todo habitante de la República debe respeto a Chile y a sus emblemas nacionales».
Las Fuerzas Armadas de Chile han efectuado desde 1939 la ceremonia del Juramento a la Bandera el 9 de julio —cuando son conmemorados los 77 soldados muertos en la batalla de La Concepción en 1882, durante la guerra del Pacífico—. Por otra parte, fueron designados el 18 de octubre como el «Día de Celebración al Escudo y Bandera nacionales» por el decreto 443 de 1972 del Ministerio de Defensa y el 9 de julio como el «Día Oficial de la Bandera Nacional» mediante el decreto 1100 de 1974 del Ministerio del Interior.

## Colores

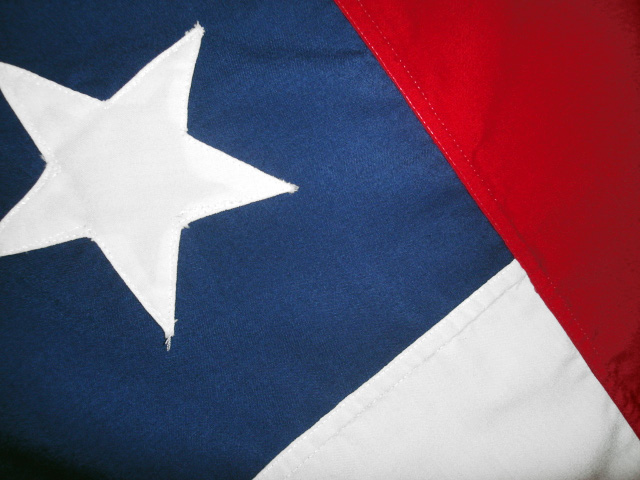
Aquí el cantón presenta un color azul marino, una de las tonalidades más usadas

El decreto 1534 del 12 de diciembre de 1967 del Ministerio del Interior define los colores de la bandera chilena como azul turquí, blanco y rojo. Debido a que no existen especificaciones técnicas sobre la tonalidad exacta de dichos colores, es posible encontrar banderas con una amplia gama de tonos; el caso más notorio es el del azul, que fluctúa entre el azul brillante y el azul marino.
El Gobierno de Chile utiliza un logotipo basado en la bandera nacional y sus colores están definidos tanto en el sistema Pantone como en los modelos de color CMYK y RGB para su utilización en formatos digitales e impresos. Estos colores se asemejan a las tonalidades oficiales de la bandera, pero no corresponden precisamente a ellas.
| Modelo de color | azul turquí      | blanco          | rojo            |
| Pantone         | 286-C            | Safe            | 485-C           |
| CMYK            | (100, 66, 0, 35) | (0, 0, 0, 0)    | (0, 80, 86, 16) |
| RGB             | (0, 57, 166)     | (255, 255, 255) | (213, 43, 30)   |
| Hexadecimal     | #0039a6          | #FFFFFF         | #d52b1e         |

### Simbolismo
Las explicaciones más comunes de los tres colores de la bandera chilena atribuirían al azul la representación del cielo, al blanco las cumbres nevadas de la cordillera de los Andes, y al rojo la sangre vertida por los héroes nacionales en la Guerra por la independencia. Estos colores tendrían como antecedente las bandas tricolores utilizadas por los toquis mapuches durante la Guerra de Arauco contra la Conquista española, En los versos del Canto XXI del poema épico La Araucana (1569), de Alonso de Ercilla, se describe a un guerrero llamado Talcahuano, habitante de las tierras cercanas al actual puerto que lleva su nombre, seguido por tropas que llevaban bandas azules, blancas y rojas.

Pasó tras este luego Talcahuano, [...]

cubierto de altas plumas, muy lozano,

siguiéndole su gente de pelea,

por los pechos al sesgo atravesadas

bandas azules, blancas y encarnadas.
Canto XXI, La Araucana (1569).

En la cultura mapuche, el azul simboliza «el espacio celeste o el agua [, el] espacio sagrado-líquido vital, de una gran importancia para la cosmovisión Mapuche [sic]»; el blanco, la «luz [... que] simboliza vida, la existencia en su grado más sublime»; y el rojo, la «sangre [...,] la fuerza que anima la sexualidad mapuche, las señales de la guerra y la gestación».

## Estrella
El decreto 1534 del 12 de diciembre de 1967 del Ministerio del Interior establece que en el cantón azul se ubica una blanca estrella de cinco puntas, que simbolizaría a Chile.
En el diseño original de la bandera chilena, la estrella tenía su punta superior ligeramente inclinada hacia el mástil, de modo que las proyecciones de sus lados cortaban el largo del cantón en la proporción áurea; asimismo, se incluía un asterisco de ocho puntas inserto en su centro, representación de Wünelfe —la «estrella de Arauco» (el lucero del alba o el planeta Venus) según O'Higgins, integrante de la Logia Lautaro—, simbolizando el sincretismo de las tradiciones europea y amerindia. Con el paso del tiempo, y debido a la dificultad de su confección, el diseño se simplificó: el asterisco de ocho puntas desapareció mientras que la estrella se irguió completamente.

### Interpretaciones
Tradición mapuche
Su adopción y configuración se remontarían a aquella de la bandera usada por el pueblo mapuche. En la iconografía mapuche, Wünelfe (nombre castellanizado como guñelve) era representado a través de la figura de una estrella octogonal o una cruz foliada. El guñelve se relaciona con la iniciación de las machis, a quienes da iluminación y sabiduría, y es el símbolo del permanente renacer de la Patria.
Tradición católica
Por tradición oral, simbolizaría a la Virgen María, considerando que los libertadores de Chile consagraron a la advocación mariana de la Virgen del Carmen como «Patrona de Chile» y «Patrona y General de las Armas Chilenas». Para el historiador Gastón Soublette existe otro factor vinculado a esta interpretación:

Otra asociación semejante se refiere al apelativo Stella Maris que a [la Virgen] se le solía aplicar, lo que en latín significa Estrella del mar. Esta interpretación atribuye una connotación marina al paño azul, en la cual la estrella viene a ser ese punto luminoso en el cielo obscuro que guía al navegante perdido en la noche oceánica.

## Confección

Proporción

La confección de la bandera chilena está oficialmente definida en el decreto 1534 del 12 de diciembre de 1967 del Ministerio del Interior, que sistematiza y refunde diversas normas legales y reglamentarias sobre el uso de los emblemas nacionales —entre otras, la ley 2597 del 11 de enero de 1912 (que fijó los colores y proporciones de la bandera nacional, de la banda presidencial y de la escarapela o cucarda) y el decreto supremo 5805 del 26 de agosto de 1927 del Ministerio del Interior (que fijó las dimensiones de la bandera nacional para el uso en edificios y reparticiones públicas)—, modificado por el decreto 938 del 29 de enero de 2013.
Según el decreto 1534, la proporción entre el ancho y el largo —o vaina y vuelo— de la bandera chilena es de 2:3, quedando dividida horizontalmente en dos franjas de igual tamaño. Mientras el sector inferior corresponde al color rojo, el sector superior se subdivide a la vez en un cuadrado azul turquí y un rectángulo blanco, cuyos largos están en proporción 1:2, respectivamente. La estrella se ubica en el centro del cantón azul y se elabora sobre una circunferencia cuyo diámetro corresponde a la mitad del lado del cantón.

## Despliegue

Despliegue de la bandera de Chile en forma horizontal y vertical

De acuerdo con la ley 20537 del 3 de octubre de 2011, la bandera nacional o pabellón patrio es un emblema nacional cuya forma y características están contenidas en la ley 2597 del 11 de enero de 1912, sobre colores y proporciones de la bandera nacional, de la banda presidencial y de la escarapela o cucarda, y puede ser utilizada o izada sin autorización previa, cuidando siempre de resguardar el respeto de la misma y de observar las disposiciones que reglamentan su uso o izamiento. Adicionalmente, el decreto 1534 del 12 de diciembre de 1967 del Ministerio del Interior señala que es obligatorio izar la bandera en todo edificio público o privado durante el 21 de mayo (Día de las Glorias Navales) y el 18 y el 19 de septiembre (Fiestas Patrias y Día de las Glorias del Ejército de Chile, respectivamente).
Según el protocolo correspondiente, la bandera debe ser izada desde la punta de un mástil blanco, y si se hace en compañía de otras banderas diferentes, estas deben ser del mismo o menor tamaño. La bandera chilena debe estar puesta a la izquierda si el número de banderas, incluyendo la chilena, suman un número par; o al centro si suman impar y, además, debe ser la primera en izarse y la última en arriarse. En caso de no existir un mástil, la bandera puede colgarse en el muro de un edificio de forma horizontal o vertical, quedando siempre la estrella arriba y a la izquierda del espectador.

## Historia

### Banderas anteriores a 1810
La utilización de banderas como forma de representar a personas, estados o naciones es una costumbre iniciada en Asia y Europa, por lo que es poco probable que, antes de la llegada de los conquistadores españoles, este tipo de distintivos existiese en América. A ello se suma la inexistencia de entidades políticas que agruparan a los diversos pueblos indígenas y de registros históricos anteriores al arribo de los colonizadores durante el siglo XVI.

#### Banderas mapuches
Descripciones realizadas ya avanzado el siglo XIX documentan que las huestes mapuches utilizaban una bandera, de cuya antigüedad no hay certeza. Según una crónica de 1839, esta bandera estaba compuesta por una estrella blanca sobre fondo azul, similar al cantón de la actual bandera chilena, y habría sido utilizada por tropas mapuches a comienzos del siglo XVIII.
Una segunda bandera aparece siendo ondeada por el cacique Lautaro (h. 1534-1557) en su representación artística más conocida, El joven Lautaro (1946), creada por fray Pedro Subercaseaux; tenía una blanca estrella de ocho puntas centrada en una cruz o estrella escalonada azul orlada de blanco sobre un fondo rojo.

#### Banderas españolas
En el caso de las huestes colonizadoras, se usaban varias banderas españolas. Cada batallón tenía su propia bandera, que podía incorporar diversos elementos heráldicos, incluyendo el escudo de armas del rey de España.
Uno de los símbolos más empleados era la cruz de Borgoña, una cruz aspada roja, sobre fondo blanco. La cruz de Borgoña era uno de los principales emblemas del Imperio español en ultramar, por lo que flameaba sobre los buques de guerra y era transportada por las milicias en el territorio colonial.
En 1785 Carlos III estableció una bandera uniforme para todas las embarcaciones de la Armada Española, similar a la actual bandera de España. El uso de esta bandera rojigualda se extendió en enero de 1786 a «las plazas marítimas, sus castillos y otros cualesquiera de las costas». Pese al establecimiento de esta nueva bandera, la cruz de Borgoña siguió siendo utilizada con frecuencia por los organismos coloniales.
| |
| Bandera según una crónica de 1839, posiblemente utilizada por tropas mapuches a comienzos del siglo XVIII |

|                                                                                  |
| Bandera mapuche según la obra El joven Lautaro (1946) de fray Pedro Subercaseaux |

|                                                            |
| Cruz de Borgoña, emblema militar de la Monarquía Hispánica |

|                                                                     |
| Bandera utilizada por el rey de España para sus dominios desde 1785 |

### Banderas posteriores a 1810
El martes 18 de septiembre de 1810 se constituyó la Primera Junta Nacional de Gobierno —oficialmente «Junta Provisional Gubernativa del Reino a nombre de Fernando VII»—, la primera forma autónoma de gobierno surgida en Chile y el episodio que inició el proceso independentista chileno. Dicha Junta se declaró, al menos nominalmente, fiel y «siempre sujeta» al rey Fernando VII, por lo que los símbolos del gobierno hispano se mantuvieron.

#### Bandera de la Patria Vieja (1812-1814)

Bandera de la Patria Vieja (1812-1814). Versión simple, sin el escudo chileno, usada por naves mercantes

Bandera de la Patria Vieja (1812-1814). Versión alternativa con el primer escudo chileno, cruz de Santiago y diferente disposición de colores

Los deseos de emancipación adquirieron más fuerza durante el gobierno de José Miguel Carrera, uno de cuyos primeros actos fue la implantación de símbolos nacionales —como una escarapela, un escudo de armas y una bandera distintiva para identificar a los patriotas—.
Según la tradición, la primera bandera fue bordada por la hermana del gobernante, Javiera Carrera, y presentada e izada por primera vez en El Monte el 4 de julio de 1812, durante una cena con el cónsul de Estados Unidos Joel Roberts Poinsett para celebrar el 36.º aniversario de la independencia de dicho país. La bandera se componía de tres franjas horizontales en azul, blanco y amarillo, que representaban características de la naturaleza: respectivamente el cielo azul, la nieve andina y los campos dorados de trigo y maíz. Para fray Camilo Henríquez, esos colores representaba los tres poderes del Estado: majestad popular, ley y fuerza.
En la capital chilena el 30 de septiembre siguiente, durante la celebración en conmemoración de la Primera Junta de Gobierno, el escudo chileno de la denominada «Patria Vieja» fue adoptado con solemnidad e incluido al centro de la bandera. En esa ocasión, se dio una salva de veintiún cañonazos cuando se izó el pabellón y posteriormente se ofreció un baile al interior de la Casa de Moneda.
Aunque la versión azul-blanco-amarillo de la bandera de la Patria Vieja es la más reconocida en la actualidad, y es la incluida por el Gobierno de Chile en sus conmemoraciones oficiales, otras versiones utilizan una disposición diferente de colores, como blanco-azul-amarillo, por ejemplo. En otras ocasiones, junto con incluir el escudo de armas en la franja central se agrega en la esquina superior izquierda la cruz de Santiago en color rojo —el origen de este emblema se remontaría a la victoria patriota en la batalla de El Roble, donde dentro de las pertenencias de los derrotados capturadas como botín de guerra se encontraba una insignia distintiva de la Orden del Apóstol Santiago, un importante símbolo del orgullo español—.

Bandera del Ejército de los Andes

Originalmente los símbolos de la Patria Vieja servían de estandartes militares sin tener una carga de unión nacional. Esto cambió en 1813, luego de la invasión realista y del estallido de la guerra de la Independencia de Chile, cuando se abolieron definitivamente los símbolos españoles para el país, el ejército y los buques mercantes, y las fuerzas patriotas adoptaron formalmente la bandera tricolor en un acto en la plaza Mayor de Santiago. Meses más tarde, Carrera abandonó el poder político y militar y, en 1814, asumió como director supremo Francisco de la Lastra. La guerra independentista comenzó a generar grandes pérdidas para el bando patriota, por lo que el 3 de mayo de 1814 se firmó el tratado de Lircay. Este pacto reafirmaba la soberanía española sobre el territorio chileno, por lo que una de sus consecuencias directas fue la readopción del pabellón colonial en desmedro de la bandera tricolor.
La bandera de la Patria Vieja flameó nuevamente tras el retorno al poder de Carrera el 23 de julio del mismo año hasta la batalla de Rancagua, el 1 y 2 de octubre, donde la victoria realista puso fin al gobierno patriota y dio comienzo a la Reconquista española, reinstaurándose el estandarte imperial. El pabellón tricolor fue usado por última vez en la batalla de los Papeles (11 de octubre de 1814), aunque apareció de nuevo enarbolado en los buques que José Miguel Carrera trajo en 1817 y durante sus campañas en Argentina entre 1820 y 1821.
La Reconquista finalizó el 12 de febrero de 1817 con la victoria del Ejército de los Andes en la batalla de Chacabuco. En dicha batalla, las tropas patriotas combatieron con la coronela del ejército y con la bandera del Ejército de los Andes, inspirada en el escudo de Argentina —no hay datos sobre si usaron la enseña azul-blanca-amarilla; en su relato de la batalla, Bartolomé Mitre omitió por completo este detalle—.
En la actualidad, la bandera de la Patria Vieja se utiliza durante las conmemoraciones relativas a este periodo de la historia chilena y las realizadas por el Instituto Nacional, fundado por el gobierno de Carrera. Aunque en un comienzo fue símbolo del «carrerismo», el emblema fue posteriormente adoptado por movimientos nacionalistas chilenos —por ejemplo, la bandera con un relámpago rojo superpuesto fue la insignia del Movimiento Nacional-Socialista de Chile entre 1932 y 1938—.

#### Bandera de la Transición (1817)

Bandera de la Transición, 1817

Posible bandera utilizada durante algunos días de 1817

El triunfo patriota en Chacabuco dio paso al periodo conocido como «Patria Nueva». Un nuevo pabellón nacional, cuyo diseño se atribuye al argentino Juan Gregorio de Las Heras, fue adoptado el 26 de mayo de 1817 y ampliamente difundido en la época. Esta bandera es actualmente denominada «bandera de la Transición» por ser la insignia utilizada entre la bandera de la Patria Vieja (1812-1814) y el pabellón izado hasta el día de hoy.
Esta bandera se componía de tres franjas horizontales de colores azul, blanco y rojo. El origen de estos colores estaría en el relato dado por Ercilla en La Araucana (1569), donde describe las insignias de las tropas mapuches. El significado de ellos equivaldría al de los colores de la bandera de la Patria Vieja, debido a la similitud entre ambas banderas, aunque cambia el amarillo por el rojo, que representaría la sangre derramada durante los enfrentamientos bélicos.
| La sangre de los héroes de Rancagua, Dignamente vengada por la fuerza, La triste palidez del amarillo, En rojo animador el color trueca. Bernardo de Vera, 1817. |

A pesar del entusiasmo inicial, este pabellón no tuvo legalización oficial y desapareció casi cinco meses después. Según la Historia General de Chile (1884-1902) de Diego Barros Arana, fue desplegada por última vez durante la ceremonia de conmemoración de la batalla de Rancagua, poco más de dos semanas antes de la adopción del actual emblema nacional. Aunque no se tiene certeza y tampoco es considerada por la mayor parte de los historiadores chilenos, existe información sobre una posible bandera entre la «de la Transición» y la definitiva, la cual habría intercambiado el orden de las franjas blanca y azul e incorporado la estrella blanca de cinco puntas sobre la franja central.

#### Bandera actual (1817-presente)

Reproducción del diseño original de la bandera

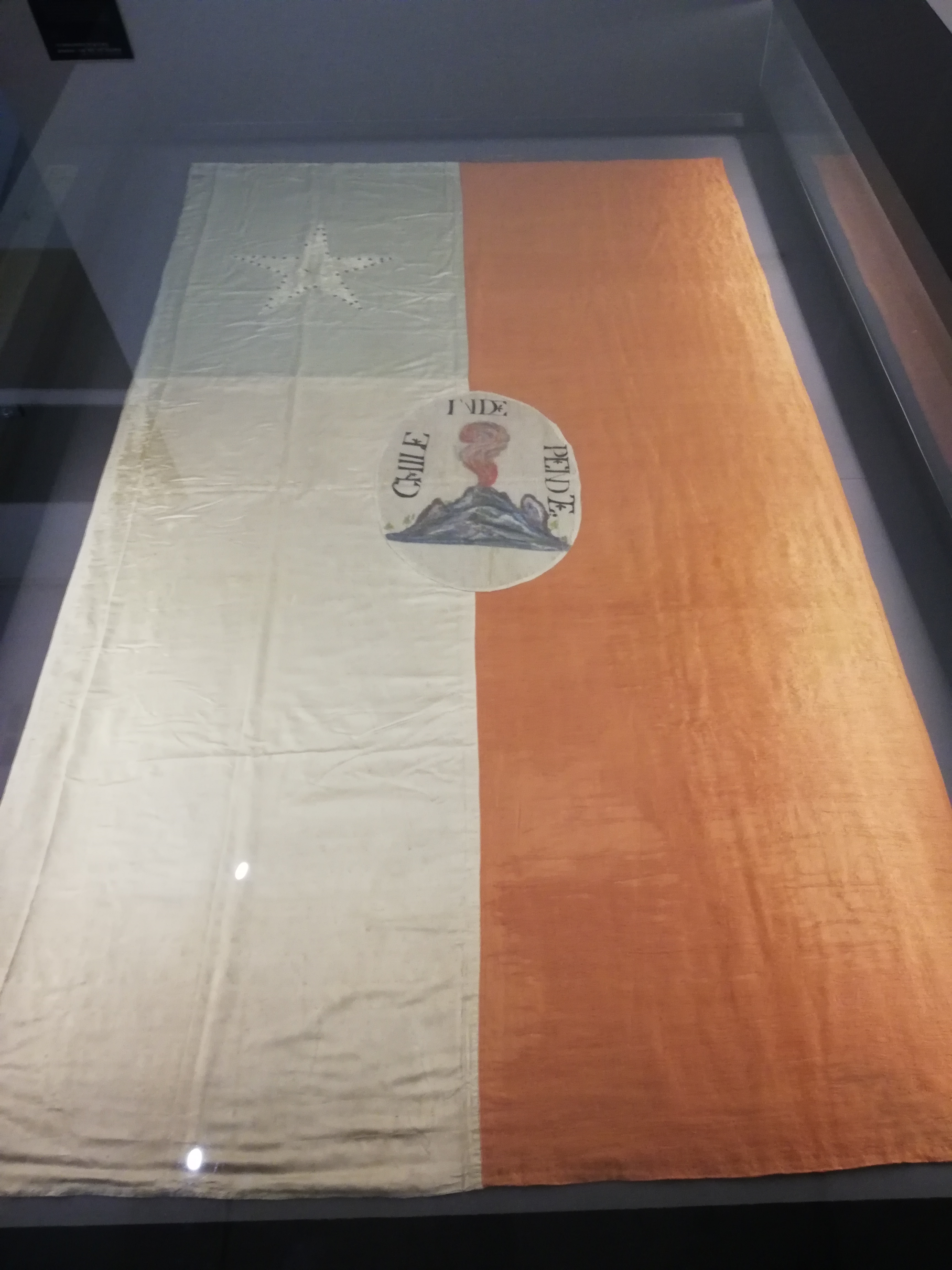
Bandera original sobre la que se juró la independencia de Chile

Bandera común usada hasta 1912

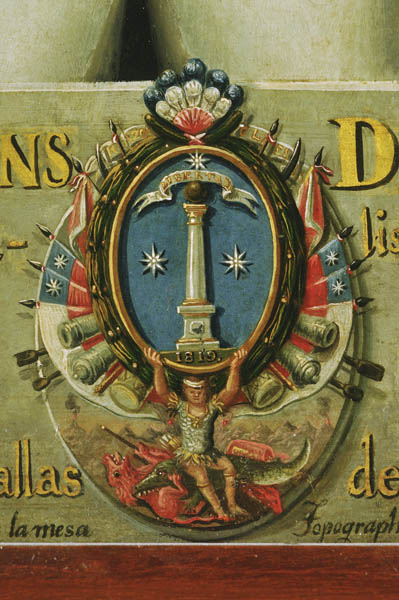
Escudo de la Transición rodeado por banderas que incluyen el Wünelfe de ocho puntas (retrato de Bernardo O'Higgins pintado por José Gil de Castro, 1821)

Bandera que se estableció para uso civil en 1826 y que se usó hasta 1854

La concepción de la bandera actual se atribuye generalmente a José Ignacio Zenteno, secretario de Guerra del gobierno del director supremo Bernardo O'Higgins. Su diseño fue obra del militar hispano-chileno Antonio Arcos, pese a que algunos historiadores sostienen que fue Gregorio de Andía y Varela quien la dibujó, y su confección fue llevada a cabo por Dolores Prats Urízar de Huici, aunque también ha sido adjudicada a las penquistas hermanas Pineda.
Aunque habría sido empleada por primera vez el 16 de julio de 1817, durante la fiesta de la Virgen del Carmen, esta bandera fue oficializada el 18 de octubre de 1817 —mediante un decreto del Ministerio de Guerra, del cual existen solo referencias indirectas al no existir una copia de él— y oficialmente presentada el 12 de febrero de 1818, durante la ceremonia de jura de la independencia, donde su portador fue Tomás Guido.
La bandera original fue diseñada en función de la proporción áurea, que aparecía reflejada en la relación entre vaina y vuelo de la bandera y los lados del cantón azul.
La estrella pentagonal no estaba erguida en el centro del cantón rectangular, sino que su punta superior aparecía ligeramente inclinada hacia el mástil, de modo que las proyecciones de sus lados cortaban el largo del cantón en la proporción áurea. La adopción y configuración de la estrella se remontaría a aquella de las banderas usadas por el pueblo mapuche. Según O'Higgins —integrante de la Logia Lautaro—, era la «estrella de Arauco». En la iconografía mapuche, Wünelfe (nombre castellanizado como guñelve), el lucero del alba o el planeta Venus, era representado a través de la figura de una estrella octogonal o una cruz foliada. En el diseño original de la bandera chilena, se incluía un asterisco de ocho puntas inserto en el centro de la estrella, representación del guñelve, simbolizando el sincretismo de las tradiciones europea y amerindia.
En el centro de la bandera, estaba impreso el emblema que aparecía en el escudo nacional adoptado en 1817 y conocido como «de la Transición», al igual que el pabellón anterior. También existió una variante casi idéntica a esta que usaba la versión completa del escudo nacional de 1817; esta variante data de las batallas de la Guerra de Independencia y se usó de forma oficial como «Pabellón del Estado» hasta 1834, cuando el uso del escudo de la Transición quedó suprimido definitivamente.
Con el paso del tiempo, y debido a la dificultad de su confección, el diseño se simplificó: el escudo bordado y el asterisco de ocho puntas desaparecieron, mientras que la estrella se irguió completamente.
Esta versión simplificada fue usada ampliamente por la sociedad, lo que causó que, en febrero de 1826, un decreto prohibiera su uso para fines no relacionados con el ejército o el gobierno y permitiese a la ciudadanía el uso de una bandera idéntica pero sin la estrella. Esto no pasó desapercibido por los habitantes, quienes se sintieron privados del emblema patrio. En julio de 1854, otro decreto devolvió el derecho de usar el pabellón con estrella a toda la población, suprimiendo la impopular versión con el cantón azul vacío.
Del diseño original, con el emblema de la columna, quedaron pocos registros, siendo el más valioso el de la bandera utilizada en la jura de la independencia, que tenía un ancho de dos metros y un largo algo superior a los dos metros y medio. La bandera fue protegida por diversas instituciones patrimoniales hasta que fue robada el 30 de marzo de 1980 por miembros del Movimiento de Izquierda Revolucionaria (MIR) como forma de protesta contra la dictadura militar. Dicha agrupación conservó el ejemplar y lo devolvió en diciembre de 2003 al Museo Histórico Nacional, donde se encuentra actualmente.

##### Disposiciones legales

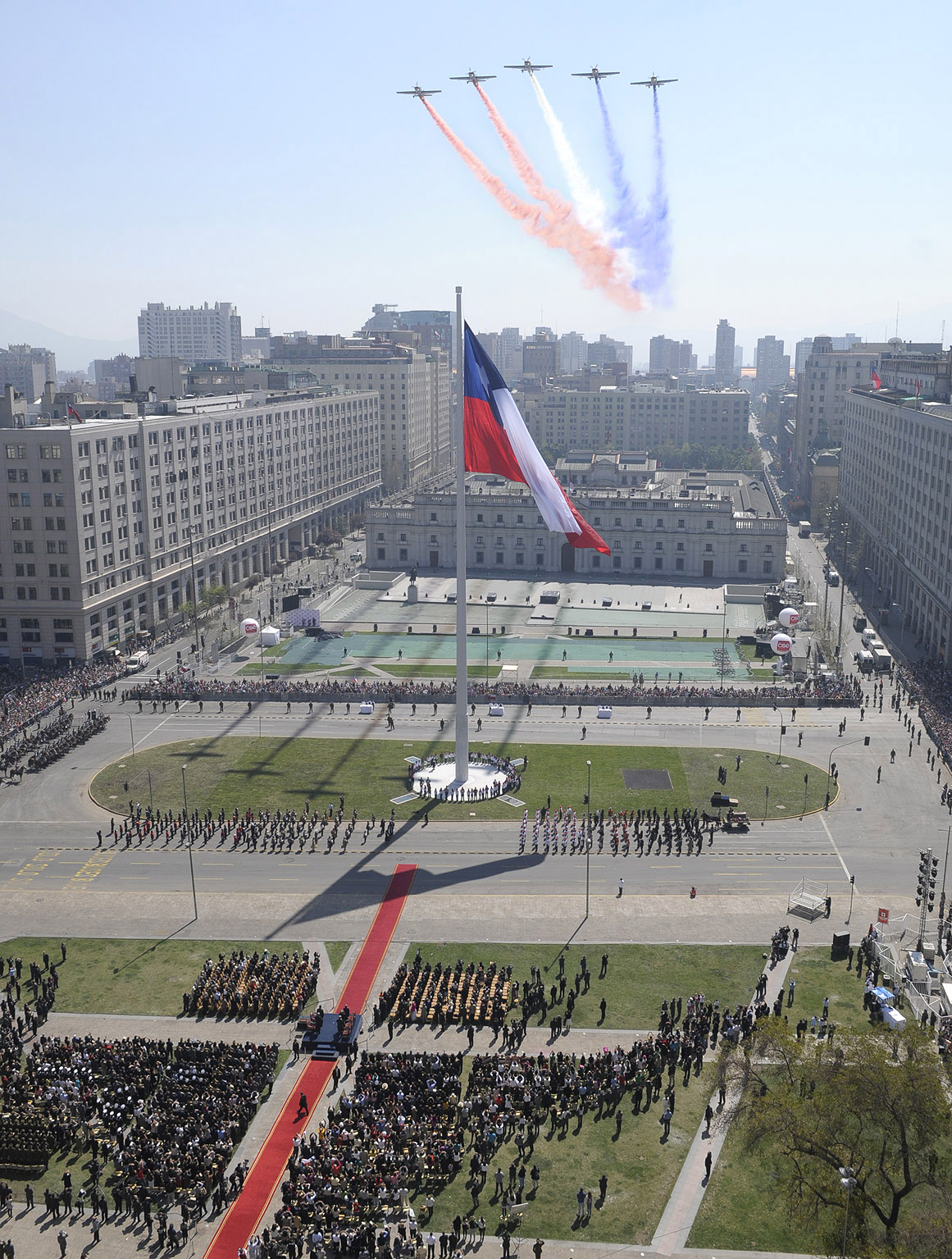
Inauguración de la Bandera Bicentenario en la plaza de la Ciudadanía, símbolo del Bicentenario de Chile (2010)

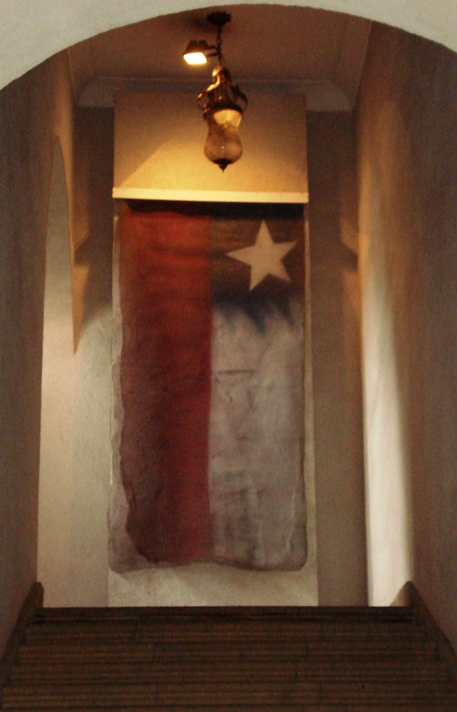
Tiempo de Banderas, por Ricardo Meza (en acceso del Palacio de La Moneda)

El 7 de julio de 1854, mediante una declaración del entonces Ministerio de Guerra y Marina, se describió la forma y diseño de la bandera, se determinaron sus colores —en blanco, azul y rojo—, con una estrella blanca de cinco puntas en medio del cuadro azul, y se fijó la proporción que debían guardar entre sí los colores que componen la bandera —el cantón como un cuadrado y la proporción entre vaina y vuelo establecida en 2:3—. Mediante la ley 2597 del 12 de enero de 1912, se estableció que la bandera se compondría de los colores azul turquí, blanco y rojo, se fijó el diámetro de la estrella, y también se determinó la precedencia de los colores en la banda presidencial y en las cintas de las condecoraciones, fijándola en azul, blanco y rojo, de arriba abajo o de izquierda a derecha del espectador.
Todas estas disposiciones fueron refundidas en el decreto 1534 del 12 de diciembre de 1967 del Ministerio del Interior, dictado durante el gobierno del presidente Eduardo Frei Montalva, que determinó los emblemas nacionales y reglamentó su uso. Su artículo 1.º estableció que los emblemas nacionales eran «el Escudo de Armas de la República, la Bandera Nacional, la Escarapela o Cucarda y el Estandarte Presidencial o Bandera Nacional Presidencial».
El decreto 890 del 26 de agosto de 1975 del Ministerio del Interior (Ley de Seguridad del Estado) dispuso en su artículo 6.º que «cometen delito contra el orden público [...] b) Los que ultrajaren públicamente la bandera, el escudo o el nombre de la patria». Por su parte, la Constitución Política de la República de Chile de 1980 señaló en su artículo 2.º que «son emblemas nacionales la bandera nacional, el escudo de armas de la República y el himno nacional», mientras que en su artículo 22.º estableció que «todo habitante de la República debe respeto a Chile y a sus emblemas nacionales».

##### Uso libre por civiles

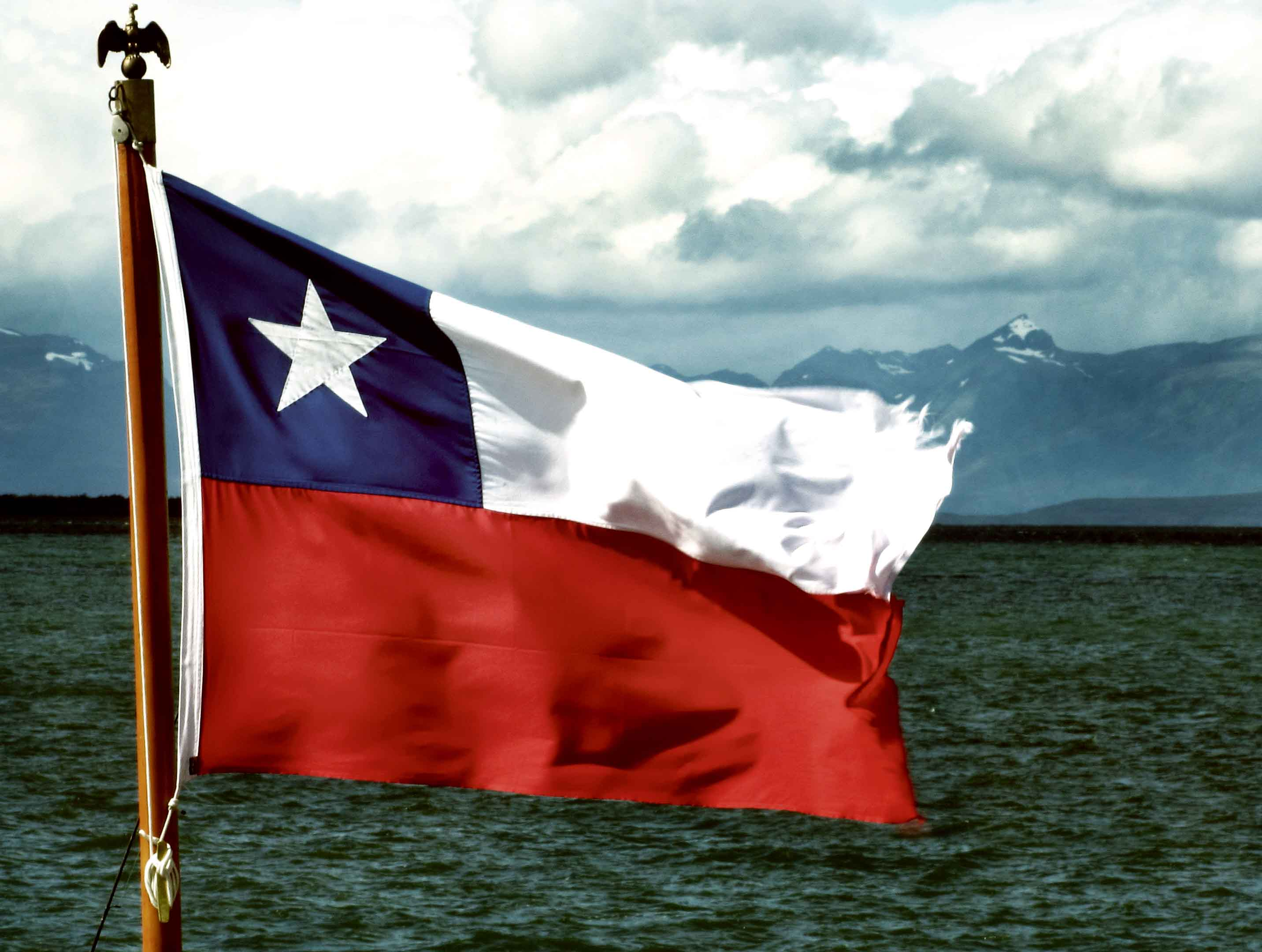
Bandera chilena flameando en los canales patagónicos

El decreto 1534 del 12 de diciembre de 1967 del Ministerio del Interior restringió el uso civil de la bandera únicamente a fechas especiales y definidas —fijó la obligatoriedad de izar la bandera en todo edificio público o privado los días 21 de mayo (Día de las Glorias Navales) y 18 y 19 de septiembre (Fiestas Patrias y Día de las Glorias del Ejército de Chile, respectivamente)— y prohibió, a cualquier persona o reunión de personas, usar el pabellón patrio en público o izarlo en edificios públicos o privados sin la autorización del intendente o gobernador respectivo.
En el marco de la inauguración de una bandera monumental en la plaza de la Ciudadanía como forma de celebrar el Bicentenario de Chile en 2010, el presidente Sebastián Piñera anunció la introducción de un proyecto de ley que permitiría el uso libre de la bandera por civiles. Dicho proyecto de ley fue aprobado por el Congreso el 20 de julio de 2011, promulgado el 16 de septiembre siguiente y publicado el 3 de octubre de ese mismo año como la ley 20537, que dispone que «podrá usarse o izarse sin autorización previa, cuidando siempre de resguardar el respeto de la misma y de observar las disposiciones que reglamenten su uso o izamiento».
El decreto 938 del 29 de enero de 2013 del Ministerio del Interior modificó el decreto 1534 del 12 de diciembre de 1967 y estableció que, salvo los días 21 de mayo y 18 y 19 de septiembre —cuando debe izarse obligatoriamente y al tope—, la bandera «podrá usarse o izarse sin autorización previa, cuidando siempre de resguardar el respeto de la misma y de observar las disposiciones de dicho reglamento». La responsabilidad de fiscalizar el cumplimiento de las normas que regulan el uso o izamiento del pabellón chileno recae en los Carabineros de Chile.

##### Variantes
|                               |
| Bandera presidencial de Chile |

|                          |
| Bandera de proa de Chile |

|                              |
| Bandera diplomática de Chile |

###### Bandera presidencial
La bandera presidencial es de uso exclusivo del presidente de la República y solo se enarbola en el lugar donde se encuentra el primer mandatario —de ese modo, está restringida a las ceremonias oficiales en que esté presente el jefe de Estado, debiendo estar siempre colocada a la derecha del podio o de la testera; además, también es usada en los vehículos cuando es trasladado el primer mandatario—. Este estandarte presidencial se compone del pabellón nacional sobre cuyo centro se encuentra bordado el escudo de Chile. Cuando se enarbola la bandera presidencial, no puede izarse la bandera nacional en el mismo lugar. Ningún civil puede usar esta bandera, pues está prohibido.
Por otro lado, la banda presidencial, uno de los símbolos de la autoridad del presidente de Chile, es una variación de la bandera al estar compuesta por tres franjas con sus colores, siendo similar a la llamada «de la Transición».

###### Bandera de proa
La bandera de proa o jack —utilizada por las embarcaciones de la Armada de Chile para indicar que son unidades en servicio activo comandadas por un oficial de marina— corresponde a un cuadrado equivalente al cantón azul turquí de la bandera nacional con la estrella blanca en el centro. Este torrotito está inspirado en la insignia de mando del vicealmirante británico lord Thomas Cochrane, quien la izó por primera vez en la fragata O'Higgins el 23 de diciembre de 1818, doce días después de haber sido nombrado comandante en jefe de la Armada de Chile.
Otra variante usada por la Armada corresponde al llamado «gallardete de mando», símbolo del mando de un buque, el cual es una bandera larga y estrecha, en forma de gallardete triangular, con las características de la bandera de Chile de un metro de largo cuyo ancho va disminuyendo hasta terminar en punta y a la cual se agrega un metro más por cada mil millas navegadas bajo el mando del comandante.

###### Bandera diplomática
La bandera diplomática es otorgada por la Asociación de Diplomáticos de Carrera a los embajadores de Chile. Durante el siglo XIX e inicios del XX, la estrella estaba inclinada, la cruz escandinava era blanca y los tres cuadriláteros que no corresponden al cantón, rojos.

## Aspectos culturales
Ha sido asociada a algunas leyendas y anécdotas, y celebrada tanto en la literatura como en la música chilenas.

### Leyendas y anécdotas

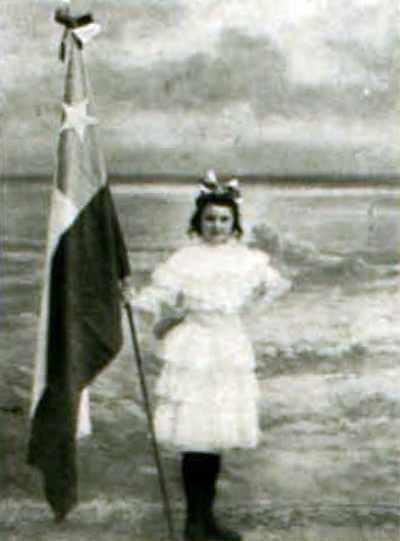
La hija de la familia Baehcker con la bandera chilena que habría ganado un certamen internacional

Un artículo aparecido en la Revista Zig-Zag señala que el emblema chileno habría ganado un «concurso internacional de banderas» en Europa en el verano septentrional de 1907. Según dicho artículo, dos familias chilenas —Baehcker y Casas— habrían viajado al balneario de Blankenberghe [sic] (Bélgica) y, al llegar allí, se habrían encontrado con este concurso y decidido participar, con la sorpresa de ganar entre una multitud de emblemas:

«Concurso de banderas en Béljica - Triunfo de la de Chile»
[...] Nos ha llegado del Viejo Mundo la grata nueva de que nuestra querida insignia republicana ha obtenido el primer premio en un concurso internacional de banderas verificado en la pintoresca ciudad de Blankenberghe, uno de los balnearios mas concurridos de la costa del Báltico, en Béljica. Talvez ninguna de las fiestas que se celebran allí en la estacion veraniega despertó mayor interes que el concurso de banderas y esto es una demostracion de la gran diversidad de nacionalidades de las personas que acuden en busca de salud y agradable recreacion a las hermosas playas de Blankenberghe. Tocó la rara casualidad que se encontraron tambien allí en la época del torneo dos familias chilenas, la de la señora Rojas de Baehcker y la de don Felipe Casas Espínola. Era natural que ellas dieran a conocer con esta ocasion nuestra bandera nacional; así lo hicieron efectivamente y oh, felicidad, el jurado acordó conferirle el primer premio entre una multitud de emblemas que se enviaron al concurso.
Revista Zig-Zag, 6 de octubre de 1907 (ortografía original).

La falta de fuentes independientes y el error de la ubicación de la localidad mencionada —que se encuentra junto al Mar del Norte y no al Báltico— ponen en duda que dicho concurso haya ocurrido en realidad.
Otra versión le da el segundo lugar tras la bandera de Francia, mientras que una variación del mito señala que, en un concurso internacional de himnos nacionales, el himno chileno habría obtenido el segundo lugar tras La Marsellesa.

### Literatura
Ha sido protagonista de algunos poemas, como «A la bandera chilena. Por el triunfo de la Esmeralda» (1865), de Luis Rodríguez Velasco con ocasión de la guerra contra España; «Al pie de la Bandera» (1928), donde el llamado «poeta nacional» Víctor Domingo Silva exaltó su patriotismo; «Los colores de la bandera», de la nobel Gabriela Mistral; «A la bandera», de Manuel Magallanes Moure; «Oración rojo-azul-blanco» (1967), de Rubén Campos Aragón; y el poemario La bandera de Chile (1991), de Elvira Hernández.
El nobel Pablo Neruda escribió «A la bandera de Chile», poema que fue posteriormente musicalizado por Vicente Bianchi y que participó en el certamen folclórico del Festival de la Canción de Viña del Mar de 1973, cuando fue interpretada por el grupo Los Fortineros.

### Música
El primer himno dedicado al pabellón chileno, «Canción a la bandera de Chile», del autor Francisco Bello Boyland (1817-1845) y del compositor José Zapiola, tenía un coro que decía: «Bandera tricolor, / bandera de victoria, / el rumbo de la gloria / tú muestras al valor». El gobierno de Manuel Bulnes, a través de Ángel Prieto Cruz, encargó una melodía a Zapiola para el texto de Bello en 1843; en las Fiestas Patrias de ese año, el himno fue cantado por las señoritas Fierro, Garfias, Hurtado, Necochea y Recasens acompañadas de una banda.
En 1917 Enrique Soro compuso «Himno a la Bandera Chilena», cuyo texto fue escrito por Francisco Z. Concha Castillo. En 1935 el músico Donato Román Heitman compuso la tonada «Mi banderita chilena», grabada por Los Huasos Quincheros, Lucho Gatica y Tito Fernández, entre otros. En 2023 el compositor y folclorista Willy Bascuñán compuso la canción «Bandera», que contó con la participación de varios cantantes y grupos chilenos. La bandera de Chile, tanto la primera como la actual, son el tema de algunas cuecas, entre las que se pueden citar «Cuando ese parque Cousiño», «Cuando nacía la aurora», «En la corte de los Cielos», «Viva la aurora de Chile» y «Ya con tres siglos de lucha».

### Odonimia
El comerciante Pedro Chacón y Morales, abuelo materno del héroe naval Arturo Prat, tenía una tienda en la calle Atravesada de La Compañía, entonces llamada así por la cercana iglesia jesuita. Hacia 1817, allí vendía no solo ropa y telas sino también folletos independentistas, como La revolución de Norteamérica y La revolución de Tierra Firme.
Fue uno de los primeros en confeccionar e izar la nueva bandera; cada vez que las tropas patriotas salían victoriosas, izaba los colores patrios en su tienda. Por este motivo, la calle llegó a ser conocida por el odónimo «calle de la Bandera»  —en la actualidad, una de las principales del centro de Santiago—.

### Deporte
La hinchada chilena, conocida como Marea Roja, desplegó una bandera gigante durante los partidos de la selección de fútbol en la Copa América 2015, celebrada en Chile, en cuya final hubo 40 000 donadas por el empresario local Leonardo Farkas en el Estadio Nacional Julio Martínez Prádanos.

### Sociedad
Apareció en «El hombre de la bandera», fotografía tomada el 28 de febrero de 2010 por el fotógrafo de Associated Press Roberto Candia que se convirtió en un símbolo del terremoto de dicho año.

## Banderas similares
|                                           |
| Bandera de los Estados Unidos (1795-1818) |

|                                                      |
| Bandera de la Expedición Libertadora del Perú (1820) |

|                                                    |
| Bandera del estado de Texas, Estados Unidos (1839) |

|                                                                        |
| Bandera de los Céspedes durante la guerra de los Diez Años (1868-1878) |

Entre 1795 y 1818, la bandera de los Estados Unidos constó de quince barras horizontales, ocho rojas y siete blancas alternadas, y un cantón azul en el sector superior izquierdo con quince estrellas blancas de cinco puntas. Tanto las barras como las estrellas representaban el número de estados que entonces formaban dicho país.
Durante el proceso de la independencia del Perú (1820-1821), tanto la flota de la Expedición Libertadora del Perú como las tropas del Ejército Unido Libertador utilizaron la bandera de Chile, desde donde partieron ambos grupos, pero con tres estrellas en el cantón —representación de las tres naciones unidas por la causa independentista: Chile, las Provincias Unidas del Río de la Plata y Perú—.
La bandera del estado de Texas es muy similar, variando principalmente en que la división azul alcanza todo el ancho o vaina de la bandera texana. Este pabellón fue oficialmente adoptado como bandera estatal hace 186 años, el 25 de enero de 1839, y tiene el apelativo de The Lone Star Flag, 'la bandera de la estrella solitaria' en inglés, similar al apodo que recibe el emblema chileno.
La bandera chilena habría servido de inspiración para los independentistas cubanos que iniciaron la llamada guerra de los Diez Años en el llamado «Grito de Yara» (1868). El líder de esta revolución, Carlos de Céspedes, se habría inspirado en ella para crear la primera bandera cubana, llamada «de la Demajagua» en honor al lugar donde se inició la revuelta. Las únicas diferencias son que los colores azul y rojo aparecen invertidos, y que el cantón ocupa la mitad del vuelo y no el tercio como en la chilena. Al parecer, con esta bandera, Céspedes pretendía los esfuerzos realizados por Benjamín Vicuña Mackenna en nombre de Chile para lograr la independencia cubana tras la finalización de la guerra hispano-sudamericana (1865-1866). Según el hijo de Céspedes, su padre «imaginó una bandera nueva, que luciendo los mismos colores y forma de la de Carreras [sic] y O'Higgins se diferenciase de ésta en la disposición de aquellos». Finalmente, la bandera de la Demajagua fue adoptada como el torrotito de la isla.

## Banderas regionales

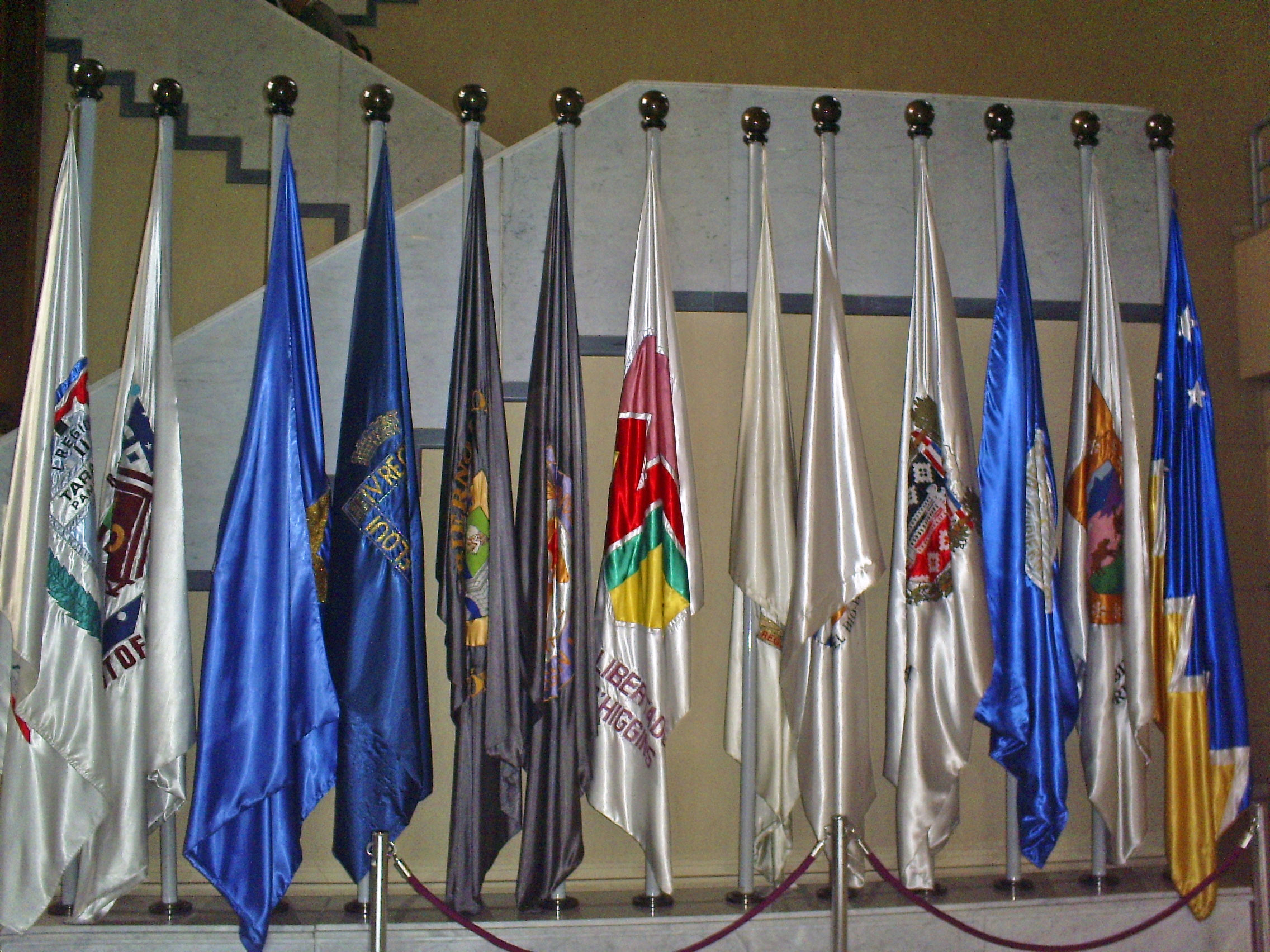
Banderas regionales exhibidas en el recibidor del Congreso Nacional de Chile en Valparaíso (2008)

Chile está dividido político-administrativamente en 16 regiones, cuyos gobiernos interiores corresponden a los respectivos gobernadores. Los gobiernos regionales, encargados de la administración superior de cada una de las regiones chilenas, tienen la atribución para adoptar emblemas regionales, a utilizar en eventos oficiales en conjunto con la bandera nacional.
Aunque cada región posee su bandera, muchas de ellas carecen de oficialidad o relevancia y son poco utilizadas. Las principales excepciones corresponden a las siguientes:
- Bandera de la Región de Atacama (1996),[106] enarbolada por primera vez durante la Revolución Liberal-Constituyente de 1859 —impulsada por los magnates de la minería, como Pedro León Gallo y la familia Matta—, fue empleada como estandarte de combate por las fuerzas rebeldes copiapinas, siendo su uso muy extendido hasta el día de hoy.[107][108]
- Bandera de la Región de Magallanes y de la Antártica Chilena (1997),[109] adoptada como un símbolo de identidad magallánica por parte de sus habitantes.[110]
- Bandera de la Región de Los Ríos (2008).
- Bandera de la Región de Los Lagos (2013).[111]
- Bandera de la Región de Coquimbo (2013).[112]

En la plaza de la Constitución en Santiago, cada región es representada con una bandera chilena frente al Palacio de La Moneda —la sede de gobierno nacional—.
|                               |
| Bandera de Arica y Parinacota |

|                     |
| Bandera de Tarapacá |

|                        |
| Bandera de Antofagasta |

|                    |
| Bandera de Atacama |

|                     |
| Bandera de Coquimbo |

|                       |
| Bandera de Valparaíso |

|                                    |
| Bandera de la Región Metropolitana |

|                      |
| Bandera de O'Higgins |

|                   |
| Bandera del Maule |

|                  |
| Bandera de Ñuble |

|                    |
| Bandera del Biobío |

|                         |
| Bandera de La Araucanía |

|                     |
| Bandera de Los Ríos |

|                      |
| Bandera de Los Lagos |

|                  |
| Bandera de Aysén |

|                                              |
| Bandera de Magallanes y la Antártica Chilena |